# Sette uomini d'oro nello spazio
Sette uomini d'oro nello spazio è un film fantascientifico del 1979 diretto da Alfonso Brescia.

## Trama
Terra (ora ribattezzata "Sol 3"), anno 2312. Il pianeta è venduto a un despota malvagio di nome Kress, che vola presto su "Sol 3" per avviare la raccolta di schiavi umanoidi da vendere ai suoi omologhi. A difendere "Sol 3" contro il nuovo proprietario è il gentile professor Maury e la sua banda di amici umani e robot. Maury e i suoi difensori cercano di recuperare il pianeta da Kress e dal suo esercito cyborg.

## Produzione
I costumi, gli effetti speciali e parte del cast furono riutilizzati dai precedenti film Cosmo 2000 - Battaglie negli spazi stellari e La guerra dei robot per ridurre al minimo i costi.

## Distribuzione
Il film è conosciuto anche col sottotitolo Odissea solitaria, mentre nei paesi di lingua inglese è noto come Star Odyssey o Space Odyssey.
La pellicola è entrata nel pubblico dominio negli Stati Uniti (ma non in Italia).

## Accoglienza

### Critica
(Fantafilm)